# Arszeniewski
Arszeniewski – polski herb szlachecki, pieczętowała się nim rodzina wylegitymowana przez władze carskie w XIX wieku na ziemiach zaboru rosyjskiego.

## Opis herbu
Na tarczy dzielonej w słup w polu prawym, czerwonym lew złoty, wspięty, trzymający szablę o takiejże rękojeści i głowni srebrnej. W polu lewym, błękitnym mur obronny srebrny z pojedyncza wieżą na murawie zielonej. W klejnocie pół godła z prawego pola. Labry: z prawej błękitne, podbite złotem, z lewej czerwone, podbite złotem.

## Najwcześniejsze wzmianki
1654 rok.

## Herbowni
Arszeniewski.